# Lega dei Comunisti
La Lega dei Comunisti nasce dall'incontro fra Friedrich Engels e Karl Schapper nel 1847. Schapper era presidente della Germany Democratic Society di Londra, nata nel 1840.
Tale Lega, chiamata poi Lega Internazionale Comunista, aveva come scopo l'associazione e la comunicazione fra i democratici comunisti di Londra (Schapper) e quelli dell'Association Democratique di Bruxelles (di Karl Marx) e si ricercava soprattutto l'entrata nella Lega dei Fraternal Democrats di Harney. Le tre associazioni benché avessero finalità simili, dissentivano su alcune questioni. Di fatto le prime due avevano come base i principi del socialismo, mentre la terza derivava dal movimento Cartista del Regno Unito. L'unione di questi tre movimenti dà come risultato la Lega dei Comunisti e il raggiungimento dello scopo verrà coronato con la stesura del Manifesto del Partito Comunista, a firma di Marx e del sodale Friedrich Engels.

## Membri
- Friedrich Anneke
- Mathilde Franziska Anneke
- Bruno Bauer
- Heinrich Bauer
- Johann Baer
- Hermann Heinrich Becker
- Johann Philipp Becker
- Adolph Bermbach
- Friedrich Heinrich Karl Bobzin
- Stephen Boldern
- Karl Heinrich Brüggermann
- Karl von Bruhn
- Heinrich Bürgers
- Oswald Dietz
- Friedrich Christian Diez
- Collet Dobson Collet

- Ernst Dronke
- Johann Eccarius
- Friedrich Engels
- Karl Ludwig Johann D'Ester
- August Herman Ewerbeck
- Ferdinand Freiligrath
- August Gebert
- Andreas Gottschalk
- Karl Theodor Ferdinand Grun
- Theodor Hagen
- August Hain
- Hermann Wilhelm Haupt
- Friedrich Wihlelm Hühnerbein
- Johann Joseph Jansen
- Karl Joseph Jansen
- G. Klose

- Albert Lehmann
- Wilhelm Liebknecht
- Karl Marx
- Friedrich Wilhelm German Mauer
- Joseph Moll
- Peter Nothjung
- Karl Pfänder
- Jakob Lukas Schabelitz
- Karl Schapper
- Alexander Schimmelpfennig
- Konrad Schramm
- Sebastian Seiler
- Georg Weerth
- Wilhelm Christian Weitling
- Joseph Weydemeyer
- August Willich
- Ferdinand Wolff
- Wilhelm Wolff

## Altre personalità del periodo 1848–1849
- Michael Bakunin
- Johann Baptist Bekk
- Armand Barbès
- Camille Hyacinthe Odilon Barrot
- Emmanuel Barthélemy
- Friedrich Daniel Bassermann
- Count Lajos von Batthyány
- Hermann von Beckerath
- Pierre Jean de Béranger
- Julius Berends
- Philipp Karl Peter Berg
- Karl Blind
- Robert Blum
- Lorenz Peter Brentano
- Lothar Bucher
- Budinski
- Étienne Cabet
- Ludolf Camphausen
- Lorenz Cantador
- Paulin Caperon
- Edward Cardwell
- Lazare Hippolyte Carnot
- Marc Cassidiere
- Otto Julius Bernhard von Corvin-Wiersbitzki
- Isaac Moise Crémieux

- Nicolas Joseph Creton
- Adam Jerzy Czartoryski
- János Damjanich
- Albert Darasz
- Napoléon Daru
- Paul Deflotte
- Henryk Dembiński
- Heinrich Didier
- Franz von Dingelstedt
- Friedrich Doll
- Max Dortu
- Ferdinand Dreher
- Charles Théodore Eugene Duclerc
- Charles François du Périer Dumouriez
- André Marie Jean Jacques Dupin
- Jacques-Charles Dupont de l'Eure
- Michel Auguste Dupoty
- Pascal Pierre Duprat
- Count Pál Esterházy of Galántha
- Count Miklós Esterházy Galántha
- Gottfried Eisenmann
- Adolph Fischhof
- Stefano Franscini
- Miklós Gaal
- Baron Heinrich Wilhelm August Gagern
- Albert Frédéric Jean Galeer

- Louis-Antoine Garnier-Pagès
- András Gáspár
- Émile de Girardin
- Artúr Görgey
- Armand Gregg
- Theodor Ludwig Greiner
- Karl Theodor Ferdinand Grün
- Auguste Joseph Guinard
- Richard Debaufre Guyon
- Johann von Hám
- David Justus Hansemann
- Friedrich Wilhelm Harkar
- George Julian Harney
- Karl Hausner
- Friedrich Karl Franz Hecker
- Karl Hecker
- Heinrich Heine
- Adolf Hexamer
- Baron August von der Heydt
- Joseph Iovanovich
- Kosta Ionvanovich
- Edward von Müller-Tellering
- Stephen Adolph Naut
- François Pardigon
- Julius Schuberth
- François Vidal

## Organizzazioni omonime nate in Italia nel XX secolo
Il nome "Lega dei Comunisti" è stato utilizzato da un'organizzazione politica extraparlamentare, nata dalla divisione de Il Potere Operaio Pisano in 3 tronconi nel 1969 (il "Centro Karl Marx" con Gian Mario Cazzaniga e Vittorio Campione, "Lotta Continua" con Adriano Sofri e Guido Viale, e appunto la Lega con Luciano della Mea e Romano Luperini). L'organizzazione si caratterizzerà per una ripresa della tradizione rivoluzionaria leninista e per l'adesione al lavoro di massa di ispirazione maoista coniugato con un attento lavoro teorico. La rivista teorica fu "Nuovo impegno" e il giornale "Unità operaia", che da mensile divenne settimanale per un breve periodo.
Radicata soprattutto in Toscana, in particolare nelle lotte studentesche dell'ateneo pisano, tra i cavatori e gli operai di Carrara, tra i metalmeccanici di Piombino e tra gli insegnanti, si diffuse - grazie ad un accurato lavoro di fusione con gruppi locali di analoga ispirazione e di crescita in altre regioni (Lazio, Sardegna, Veneto ed Emilia). Le realtà locali che si fusero furono: Lega dei Comunisti di Toscana, Unità Operaia di Roma, Sinistra Operaia di Sassari, Circolo Lenin di Padova, Collettivo Lenin di Budrio, Circolo Operaio della ZAI di Verona, Collettivo Lenin di Treviso, Gruppo MS di Cagliari, Circolo Lenin di Modena. Tra i dirigenti vanno ricordati oltre Luperini e Della Mea, Gianfranco Ciabatti, Giorgio Lindi, Giuseppe Ugo Rescigno, Ezio Menzione, Claudio Gentili, Filippo Ottone, Giuseppe Corlito, Guido Tonelli, Franco Pisano, Preziosa Togni, Walter Peruzzi e Ezio Bonaccorsi. Nel 1977 la Lega dei Comunisti diede vita a Democrazia Proletaria con il Partito di Unità Proletaria e Avanguardia Operaia. La mozione, che propone l'unificazione, è di pugno di Giuseppe Corlito (archivio personale).
Una breve storia della "Lega dei Comunisti" dal punto di vista della sezione operaia di Carrara è stata data alle stampe da Giorgio Lindi, dirigente storico dell'organizzazione, in un opuscolo intitolato "L'assalto al cielo - Memorie della Lega dei Comunisti", pubblicato a cura dell'Associazione Nazionale Partigiani d'Italia (ANPI) e della Federazione Italiana delle Associazioni Partigiane (FIAP) di Carrara nell'ottobre 2014 come supplemento a "trentadue - l'eco apuano".